# Центр региональных геофизических и геоэкологических исследований имени В. В. Федынского
Центр региональных геофизических и геоэкологических исследований имени В. В. Федынского  (Центр ГЕОН) — советская и российская научная организация, специализируется в области глубинной сейсморазведке и сейсмологии, геодинамике сейсмоопасных зон, мониторинге геологической среды, среднесрочном прогнозе землетрясений.

## История
8 февраля 1968 года в тресте «Спецгеофизика» была создана Специальная опытно-методическая геофизическая экспедиция (СОМГЭ), реорганизованная 27 июля 1975 г. в Специальную региональную геофизическую экспедицию (СРГЭ) в составе НПО «Союзгеофизика». Решала задачи изучения структуры земной коры и верхней мантии сейсмическими методами,  в качестве источников сейсмических волн  использовались землетрясения и подземные ядерные взрывы. В 1972 году в состав экспедиции была включена сейсмическая партия № 7 Илийской геофизической экспедиции Казгеофизтреста (г. Алма-Ата).
1 января 1991 года СРГЭ была переименована в Государственное предприятие «Центр региональных геофизических и геоэкологических исследований ГЕОН» (ЦРГГИ ГЕОН), с 22 июня 2001 г. получившее статус Федерального государственного унитарного предприятия. В 1998 г. организации было присвоено имя Р В.В. Федынского.
Ликвидирован как юридическое лицо 30 августа 2005 года путем реорганизации в форме присоединения. Правопреемник — ВНИИГеофизика.

### Руководители
- Солодилов, Леонид Николаевич — руководитель, с 1991 года
- Богданов, Никита Алексеевич — заместитель директора